# Sara Mingardo
Sara Mingardo (Venezia, 2 marzo 1961) è un contralto italiano.

## Biografia
Sara Mingardo è un affermato contralto che ha avuto una carriera internazionale attiva in concerti ed opere liriche dal 1980.
La sua registrazione di Anna in Les Troyens di Hector Berlioz ha vinto il Gramophone Award, il Grammy Award per il miglior disco Opera ed il Grammy Award al miglior album di musica classica nel 2002. Tra i ruoli che ha interpretato si annoverano Andronico in Tamerlano di Georg Friedrich Händel, Mistress Quickly in Falstaff, Rosina ne Il barbiere di Siviglia ed il ruolo da protagonista in Carmen, Giulio Cesare, Riccardo Primo di Haendel e Rinaldo. Ha anche registrato diversi cantate di Bach, il Requiem di Mozart, lo Stabat Mater di Rossini ed il Gloria di Vivaldi.

## Vita e carriera
Nata a Venezia, la Mingardo ha studiato canto con Franco Ghitti nella sua città natale presso il Conservatorio Benedetto Marcello. Ha vinto il primo premio al concorso internazionale di canto Toti Dal Monte ed il Premio Giulietta Simionato al 23º Concorso di Vienna.
Per il Teatro La Fenice di Venezia nel 1982 prende parte ad un concerto con musiche di Mozart, nel 1984 è Melanie ne Il pipistrello, nel 1989 cura i Movimenti mimici per il Rinaldo e tiene un concerto nel Duomo di Portogruaro, uno nella Chiesa di San Domenico a Chioggia ed uno nella Scuola Grande di San Giovanni Evangelista, nel 1995 è Assistente alla regia ne Il barbiere di Siviglia e canta nel Te Deum nel Concerto di Natale nella Basilica di San Marco e nella Chiesa di San Benedetto (Padova), nel 1996 La damoiselle élue di Claude Debussy e la Lauda per la natività del Signore di Ottorino Respighi nel Concerto di Natale nella Basilica di San Marco con Eva Mei, nel 1997 canta Stéphano nel Roméo et Juliette nel Palazzo della Ragione di Padova, nel 1998 Venere ne L'Orione di Francesco Cavalli al Teatro stabile del Veneto Carlo Goldoni, nel 2001 canta nella Requiem di Mozart nella Basilica di Santa Maria Gloriosa dei Frari, nel 2003 il Te Deum di Antonio Caldara con Patrizia Ciofi e Sonia Ganassi diretta da Riccardo Muti e Lou Salomé di Giuseppe Sinopoli e la Petite messe solennelle diretta da Marcello Viotti, nel 2004 lo Stabat Mater RV 621 di Antonio Vivaldi, La scusa di Baldassarre Galuppi e la Messa in do maggiore (Beethoven) al Teatro Malibran diretta da John Eliot Gardiner, nel 2005 lo Stabat Mater (Pergolesi), nel 2007 Desdemona nella prima rappresentazione assoluta di Signor Goldoni di Luca Mosca e nel 2008 Sei liriche su testo di Marina Cvetaeva op. 143 bis di Sostakovic, l' Oratorio di Natale diretta da Riccardo Chailly.
Al Teatro alla Scala di Milano debutta nel 1989 come Md.lla Dangeville nella prima rappresentazione dell' Adriana Lecouvreur con Ivo Vinco, Mirella Freni e Fiorenza Cossotto, nel 1994 è Ozias in Juditha triumphans devicta Holofernis barbarie con la Ganassi e Bernadette Manca di Nissa con I solisti veneti diretta da Claudio Scimone ed è la Nutrice/Familiare di Seneca/Amore III nella prima de L'incoronazione di Poppea con Anna Caterina Antonacci e William Matteuzzi, nel 2009 Messaggera/Speranza nella prima de L'Orfeo diretta da Ottavio Dantone con Roberta Invernizzi e Robert Wilson (regista) di cui esiste un video e trasmessa da Rai 5, nel 2011 Penelope nella prima de Il ritorno d'Ulisse in patria e nel 2015 è Ottone nella prima de L'incoronazione di Poppea diretta da Rinaldo Alessandrini.
Ha fatto il suo debutto operistico professionale nel 1987 come Fidalma ne Il matrimonio segreto di Domenico Cimarosa ad Avezzano. La sua carriera si sviluppò rapidamente e nel 1989 aveva già fatto apparizioni anche al Festival di Salisburgo, al Teatro Regio di Torino ed al Teatro di San Carlo.
Al Teatro Verdi (Trieste) nel 1990 è Isoletta ne La straniera e Alkonost nella prima rappresentazione al Teatro Comunale di Firenze de La leggenda dell'invisibile città di Kitež e della fanciulla Fevronija di Nikolaj Andreevič Rimskij-Korsakov diretta da  Myung-Whun Chung.
Nel 1991 è Rosina nella ripresa del Teatro Massimo Bellini di Catania de Il barbiere di Siviglia con Enzo Dara e nel 1994 a Firenze è la 4^ vergine nuda in Moses und Aron diretta da Zubin Mehta.
All'Opera di Santa Fe nel 2000 è Andromaca nell' Ermione e nel 2003 canta i Vespri solenni per la festa dell'Assunzione di Antonio Vivaldi diretta da Alessandrini con Gemma Bertagnolli e la Invernizzi nella Chiesa della Santissima Annunziata (Siena).
Nel 2005 è Melibea nella prima rappresentazione nella Salle Garnier all'Opéra de Monte-Carlo del Viaggio a Reims di Rossini con Raúl Giménez e Rockwell Blake.
Al Glyndebourne Festival Opera nel 2006 è Cornelia nel Giulio Cesare con Danielle de Niese.
Al Grand Théâtre di Ginevra nel 2007 tiene un recital con Alessandrini ed al Teatro Regio di Torino nel 2008 è Neris in Medea con l'Antonacci, Giuseppe Filianoti e Cinzia Forte trasmessa da Rai 3.
Nel 2009 è Galatea in Aci, Galatea e Polifemo diretta da Antonio Florio al Teatro Carignano di Torino di cui esiste un CD.
Al Royal Opera House di Londra nel 2010 è Andronico nel Tamerlano di Georg Friedrich Händel.
Nel 2012 canta nel Farnace con Vivica Genaux al Concertgebouw.
Nel 2013 è Dafne/Proserpina in Euridice a Innsbruck, canta ne L'incoronazione di Dario a Brema e tiene un recital a Francoforte sul Meno.
Nel 2014 è Penelope ne Il ritorno d'Ulisse in patria all'Opernhaus Zürich, Tamiri nel Farnace di Vivaldi diretta da Jordi Savall al Gran Teatre del Liceu di Barcellona, Cornelia in Giulio Cesare al Teatro Regio di Torino con Sonia Prina e Messiah diretta da Nathalie Stutzmann al Théâtre des Champs-Élysées di Parigi.
Nel 2015 a Ginevra è Neris in Medea e tiene un recital.
La Mingardo è apparsa al Festival di Aix-en-Provence, al Bregenzer Festspiele, alla Carnegie Hall di New York, al Festival de Beaune, al Festival della Valle d'Itria (Martina Franca), al La Monnaie/De Munt, al Gran Teatre del Liceu, al Montreux-Vevey Festival, all'Opera di Losanna, all'Opéra de Montpellier, al Festival di Schwetzingen, alla Semperoper, al Théâtre des Champs-Élysées, al Teatro Comunale di Bologna, al Teatro de la Zarzuela (Madrid), al Teatro Lirico di Cagliari, al Teatro Massimo Vittorio Emanuele ed al Teatro Real. Ha inoltre cantato in concerto con molte orchestre importanti come i Berliner Philharmoniker, la Boston Symphony Orchestra e la London Symphony Orchestra.

## Discografia parziale
- Beethoven, Mass In C - Sir Colin Davis/London Symphony Orchestra/London Symphony Chorus/Sally Matthews/Sara Mingardo/John Mark Ainsley/Alastair Miles, 2008 LSO
- Berlioz, Les Troyens - London Symphony Orchestra/Davis/Heppner/Tarver/DeYoung/Mattei/Lang/Mingardo/Milling, 2002 LSO Live - Grammy Award per il miglior disco Opera e Grammy Award al miglior album di musica classica 2002
- Berlioz, Béatrice et Bénédict - Enkelejda Shkosa/Kenneth Tarver/London Symphony Orchestra/Sara Mingardo/Sir Colin Davis/Susan Gritton, 2000 LSO
- Cornacchioli: Diana Schernita (Live) - Sara Mingardo/Marilena Laurenza/Joan Cabero/Jose Fardilha/Giuseppina Piunti/Michela Candido/Luigi De Filippi/Ensemble da Ponte/Solisti Cantori, 2014 Bongiovanni
- Handel, Aci, Galatea e Polifemo - Sara Mingardo/Antonio Abete/Orchestra Barocca Cappella della Pieta de' Turchini/Antonio Florio/Ruth Rosique, 2012 Dynamic
- Mozart, Requiem - Abbado/BPO/Mattila/Mingardo, Deutsche Grammophon
- Pergolesi, Missa S. Emidio/Manca la guida/Laudate pueri/Salve Regina - Abbado/Cangemi/Mingardo/OM, 2009 Archiv Produktion
- Pergolesi, Stabat Mater/Conc. vl./Salve Regina - Abbado/Harnisch/Mingardo/OM, 2007 Archiv Produktion
- Vivaldi: Stabat Mater, Concerti Sacri & Clarae Stellae - Sara Mingardo/Concerto Italiano/Rinaldo Alessandrini, 1999 Opus 111
- Georg Friedrich Händel (attr.): Germanico, Il Rossignolo, dir. Ottaviano Tenerani (SONY/DHM), 2011
- Vivaldi: L'incoronazione di Dario, RV 719 - Ottavio Dantone, 2013 naïve
- Vivaldi: Vespri Per L'Assunzione Di Maria Vergine - Concerto Italiano/Rinaldo Alessandrini, 2003 naïve
- Mingardo, Contralto - Sara Mingardo & Concerto Italiano, 2002 naïve
- Respighi: La sensitiva - Liriche da camera - 2010 Stradivarius

## DVD parziale
- Monteverdi: L'orfeo - Alessandrini/Nigl/Invernizzi/Mingardo/Donato/Milanesi, Robert Wilson (regista), 2009 Opus Arte